# Phyllanthoideae
Sous-famille
Les Phyllanthoideae sont une sous-famille de plantes à fleurs de la famille des Phyllanthaceae.
Le genre type est Phyllanthus.

## Liste des sous-taxons
Tribus:
- Bridelieae
- Phyllantheae
- Poranthereae
- Wielandieae

## Publication originale
- Paul Ascherson, Fl. Brandenburg 1(2): 59. (1864)